# Ordre serré

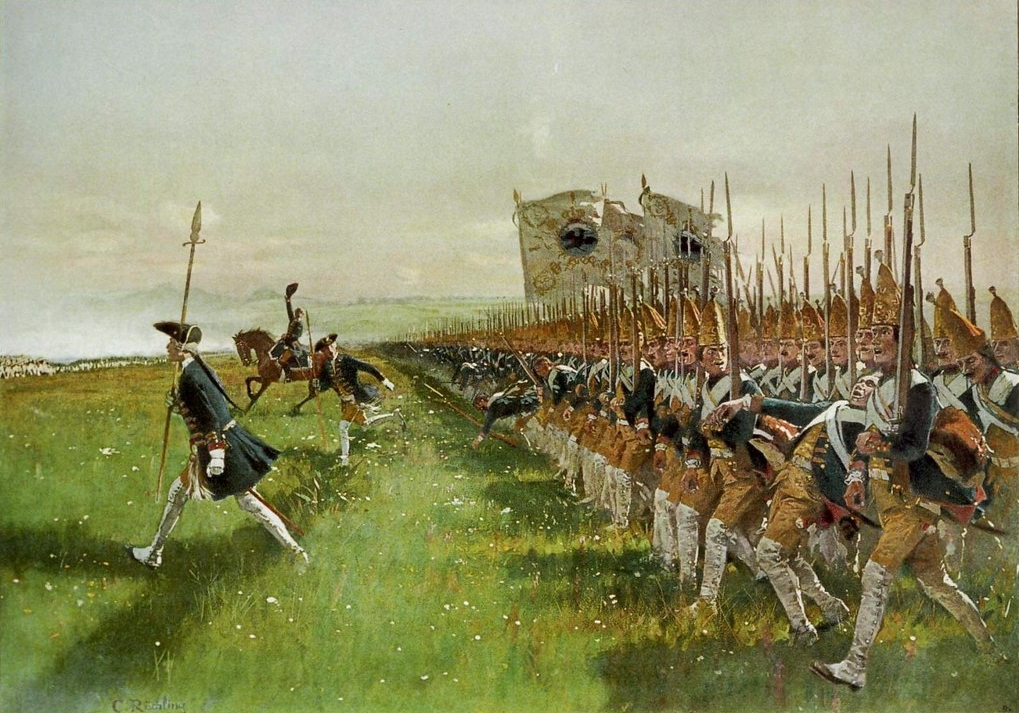
Les grenadiers prussiens de la garde de Frédéric le grand

L’ordre serré est un terme employé dans le domaine militaire qui désigne la manière de regrouper des hommes et de les faire manœuvrer ensemble.
L'ordre serré fait partie notamment de la formation des militaires, des pompiers ou encore des policiers.

## Historique

### Des origines antiques

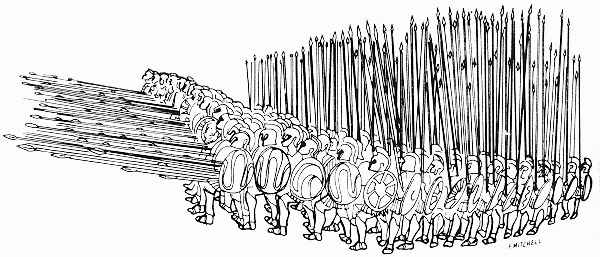
Une phalange antique.

Historiquement, l'ordre serré désigne la manière de rassembler des soldats en unités constituées durant une bataille et lors des déplacements.
Il s'agit d'une innovation particulière à l'infanterie issue des phalanges grecques, apparues au début du VIIe siècle av. J.-C. Le regroupement d'hommes orientant leur armes et leur effort d'attaque dans la même direction, conjugué à la cohésion et le moral des hoplites (rassurés par la proximité de leurs compagnons), deviendra alors gage de la victoire face à des armées plus nombreuses mais désordonnées (voir bataille de Marathon).
Elle sera reprise par la Macédoine et les armées hellénistiques avant d'être utilisée par les légions romaines. De leur côté, hors influence méditerranéenne, les  Germains eux aussi avaient un ordre profond avec une formation en coin dite schweinskopf (nez de porc). Plus au nord, les Vikings adoptaient le mur de boucliers anglo-saxon (skjaldbord) ou eux aussi le coin germain  (Svinfylka).

### Renaissance de l'infanterie par le retour à l'ordre serré
Dès la fin du Moyen Âge, les armées de Flandre et d'Écosse réutilisent les phalanges sous le nom de Schiltron lors des batailles de Courtrai (1302) et de Bannockburn (1314).
La pique et le regroupement d'homme sont alors utilisés régulièrement à la Renaissance (Flandre et Suisse) pour faire face aux armées de royaumes à forte tradition de cavalerie lourde (France à Courtrai et Bourgogne à Grandson puis Morat). D'ailleurs Machiavel (Discours sur la première décade de Tite-Live) théorisera l'emploi de piquiers pour armer les milices communales des petits États marchands du nord de l'Italie (certains[Qui ?] y voient les prémices de la citoyenneté).
Finalement, toutes les armées de la guerre de Trente Ans utiliseront l’ordre serré (notamment les mercenaires allemands) même lors de leur évolution en formation composite avec des arquebusiers, tels les tercios espagnols.

### Guerre industrielle
Jusqu'au milieu du XIXe siècle, l'ordre et le choc d'une colonne en ordre serré livreront les clefs de la victoire. L'ordre « Serrez les rangs ! » était alors la principale instruction à donner au combat pour que les unités marchent à l'ennemi malgré leurs pertes.
Puis le développement des armes à feu avec canon rayé a définitivement changé la physionomie de la bataille. Désormais, le "feu tue". Il décimera les colonnes de la guerre de Crimée, de la guerre civile américaine et de la guerre franco-prussienne de 1870. 
Désormais, l'ordre serré n'est plus utilisé que pour les activités de maintien de l'ordre (CRS et Gendarmerie mobile), ou pour ordonner le déplacement de grandes masses d'hommes tels que les défilés (notamment celui du 14 juillet en France).

## L'ordre serré et son utilisation

### Les concepts
Au XVIIIe siècle, une grande querelle de tacticiens opposa partisans de l'ordre mince et ceux de l'ordre profond. Le combat d'infanterie se fondait alors sur deux concepts :
- Le choc qui privilégie le corps à corps pour désorganiser physiquement l'unité adverse en lui causant des pertes et en la percutant de façon à dissocier sa formation.
- Le feu qui privilégie les pertes par feu de salve pour causer un nombre de pertes démoralisant sur l'unité adverse en vue de la mettre en déroute.

Les Anglais donnaient leur préférence à l'ordre mince et avaient même développé le feu de salve par peloton qui permettait de toucher en même temps un groupe d'homme de façon à créer, à chaque décharge, un trou dans la formation adverse. Les armées moins professionnelles utilisent les salves par ligne. Sur trois rangs : les hommes d'une ligne tirent pendant que ceux des deux autres rechargent. Les dégâts de chaque salve étant répartis dans la masse de l'unité adverse, ils avaient un effet moins dommageable pour le moral que le feu par peloton.

### Formations militaires
Différentes formations ont vu le jour au fil des technologies mises en œuvre sur le champ de bataille et de leurs concepts d'utilisation. 
- La colonne (ordre profond) : première des formations mise en œuvre, elle favorise le choc grâce au nombre de rangs qui poussent les hommes en première ligne. C'est la formation qui permet les déplacements les plus rapides. Elle est fragile face au feu et au bombardement.
- la ligne (ordre mince) : solution privilégiant le feu, elle permet au plus grand nombre d'hommes de tirer sur l'adversaire. Elle est fragile au choc et peut être facilement traversée par une attaque de choc ou de la cavalerie. Une ligne est très peu mobile.
- L'ordre mixte (en) : Solution intermédiaire qui alterne colonnes et lignes sur la ligne de front afin de profiter des avantages du feu et du choc.
- Le carré : Ligne repliée en forme de carré. Elle permet de faire face dans tous les sens. Les carrés étaient utilisés par l'infanterie pour résister aux charges de cavalerie.

## Commandement en ordre serré (hors manœuvre de combat)

### Mouvements de rassemblement / dispersion
- « Homme de base, à moi ! » : le commandant de l'unité appelle à lui l'homme de base (soldat le plus grand de la section) en vue de faire se rassembler l'unité.
- « Rassemblement en colonnes par 3, sur 3 rangs ! » : le commandant de peloton ordonne au peloton de se ranger derrière l'[omme de base.

(ou : (exemple : grade = l'apprenti marin) (nom = X) de base, rassemblement sur X colonnes)
- « En colonne, couvrez ! » : lorsque l'unité est au garde-à-vous et constituée en colonne, tous les éléments situés sur la colonne la plus à gauche (colonne de l'homme de base) tendent le bras gauche et prennent la distance d'un bras par rapport à l'élément situé devant, tandis que les premiers éléments des autres colonnes plient le coude gauche et posent leur poing sur la hanche pour prendre la distance d'une coudée par rapport à l'élément situé à leur gauche, tout en tournant la tête vers la gauche.
- « Au coude à coude, à droite alignement ! » : le premier rang plie le coude (toujours le gauche), pose le poing sur la hanche et s'aligne sur l'homme de base, situé à droite.
- « Fixe ! » : l'unité se remet au garde à vous en claquant le bras gauche et ramenant le regard vers l'avant.
- « Rompez les rangs ! » : En rangs, l'unité salue ou présente les armes en poussant un cri de section ou de peloton et se disperse.
- « Dans l'ordre des colonnes, déboîtez en direction de… ! » : L'homme de base quitte le rang en direction de l'objectif suivi par les membres de sa colonne. Une fois le dernier de la colonne arrivé au niveau du premier de la deuxième colonne, ce dernier suit le mouvement.

### Mouvements de pied ferme
- « À gauche… gauche ! » : Tous les éléments de l'unité constituée font un quart de tour simultané vers la gauche. Au son de l'ordre de préparation (À gauche….), chacun se prépare à pivoter en soulevant simultanément de quelques millimètres les orteils du pied gauche et le talon du pied droit. Au son de l'ordre d'exécution (gauche !), chacun pivote en prenant appui sur son talon gauche et ses orteils droits. Le pied droit vient alors rejoindre le pied gauche en frappant le sol du talon.
- « À droite… droite ! » : même chose que précédemment, inverser droite et gauche.
- « Demi-tour… droite ! » : Ordre exécuté en trois temps. Premier temps : chaque élément recule le pied droit et l'oriente vers l'extérieur. Deuxième temps : chacun pivote sur ses talons et fait un demi-tour en se tournant sur sa droite. Troisième temps : chacun ramène son pied droit à hauteur du pied gauche en frappant le sol du talon. Le demi-tour gauche n'existe pas.

### Mouvements de déplacement
- « En avant… Marche ! » : Au son de l'ordre d'exécution, l'unité lève le pied gauche comme un seul homme et commence à marcher au pas cadencé. Le rythme est donné par les « Un, deux, un, deux… » du commandant de l'unité, ordres synchronisés avec la frappe du sol du talon gauche des éléments de l'unité. La prononciation est très souvent déformée pour retentir de façon plus sonore. À noter que « Gauche, droite… » n'existe pas dans l'armée française.
- « Une fois à droite (ou à gauche)… Marche !" : tout en se déplaçant, l'unité va pivoter sur l'homme de droite de manière que l'unité se retrouve orientée vers la droite. Durant cette manœuvre, tous les éléments arrêtent de balancer les bras et les gardent le long du corps. Le balancement reprend à l'initiative de l'homme de base, quand toute l'unité a tourné.
- « Deux fois à droite (ou à gauche)… Marche ! » : même manœuvre sauf que le pivot est de 180° au lieu de 90°.
- « Une (ou deux) fois à droite (ou à gauche) en partant… Marche ! » : mêmes manœuvres que les précédentes si ce n'est que l'unité est à l'arrêt et se met en marche à l'ordre exécutoire.
- « Marquez le pas... marche ! » : À l'ordre préparatoire, l'unité raccourcit le pas mais garde la cadence. À l'ordre d'exécution, l'unité piétine, sans accélérer le pas (ce qui est le plus difficile à maîtriser, la tendance étant d'accélérer la cadence quand on n'avance plus).
- « Section… (peloton, compagnie…)… Halte ! » : À l'ordre d'exécution sur le pied droit, l'unité exécute encore un pas puis ramène le pied droit contre le pied gauche en faisant claquer le talon au sol.

### Mouvements avec arme
- « Portez… armes ! » : le soldat porte la main droite sur la poignée de son fusil en repliant le pouce vers l'intérieur de la main.
- « Présentez… armes ! » : similaire au « portez armes », et la main gauche vient coiffer le canon du fusil quelques centimètres avant la baïonnette, les doigts sont tendus à l'exception du pouce qui est replié.
- « Reposez… armes ! » : retour au garde à vous.